# Brandon Phillips
Brandon Emil Phillips (28 de junio de 1981) es un segunda base estadounidense de béisbol profesional que juega para los Diablos Rojos del México en Liga Mexicana de Béisbol, anteriormente jugó con Boston Red Sox, Cleveland Indians, Cincinnati Reds , Atlanta Braves y Anaheim Angels
Phillips ha participado en tres Juegos de Estrellas, y ha sido galardonado con cuatro Guantes de Oro, un Bate de Plata y un Premio Fielding Bible. Además, se convirtió en el primer jugador en la historia en conectar dos jonrones de tres carreras, impulsar siete carreras en total y robarse dos bases en un mismo juego.

## Carrera profesional

### Cleveland Indians
Phillips fue seleccionado en la segunda ronda del draft de 1999 por los Expos de Montreal. Luego de pasar varios años en el sistema de ligas menores de los Expos, Phillips formó parte de un intercambio de seis jugadores el 27 de junio de 2002, en el cual fue traspasado a los Indios de Cleveland junto a Grady Sizemore, Cliff Lee y Lee Stevens, a cambio de Bartolo Colón y Tim Drew.
El 13 de septiembre de ese mismo año, Phillips debutó en Grandes Ligas con los Indios. En 2003 ganó el puesto de titular en la segunda base, pero luego de un mala racha al bate fue descendido a los Buffalo Bisons de Clase AAA para la segunda mitad de la temporada, la cual finalizó con promedio de bateo de .208, 6 jonrones y 33 impulsadas. En 2004 y 2005, Phillips jugó la mayor parte de la temporada con Buffalo, disfrutando de cortas experiencias en Grandes Ligas.

### Cincinnati Reds
El 7 de abril de 2006, Phillips fue transferido a los Rojos de Cincinnati a cambio del lanzador Jeff Stevens, y tuvo un impacto inmediato en su nuevo equipo, pues fue reconocido como el Jugador de la Semana de la Liga Nacional entre el 17-23 de abril. Finalizó la temporada con promedio de .275, 17 jonrones y 75 impulsadas, además de liderar a todos los segunda base con 25 robos de base.
En 2007, Phillips conectó 30 jonrones y se robó 32 bases para convertirse en el tercer jugador de los Rojos en ingresar al club 30-30, después de Eric Davis (37 HR, 50 SB en 1987) y Barry Larkin (33 HR, 36 SB en 1996). Adicionalmente, lideró al equipo con 187 hits, 107 carreras anotadas y 6 triples, registrando además 94 impulsadas y promedio de .288.
El 15 de febrero de 2008, los Rojos le dieron una extensión de contrato por cuatro años y $27 millones. Ese año ganó su primer Guante de Oro, liderando a los segunda base de la Liga Nacional en porcentaje de fildeo con .990. También ganó el Premio Fielding Bible como el mejor en su posición en todas las Grandes Ligas.

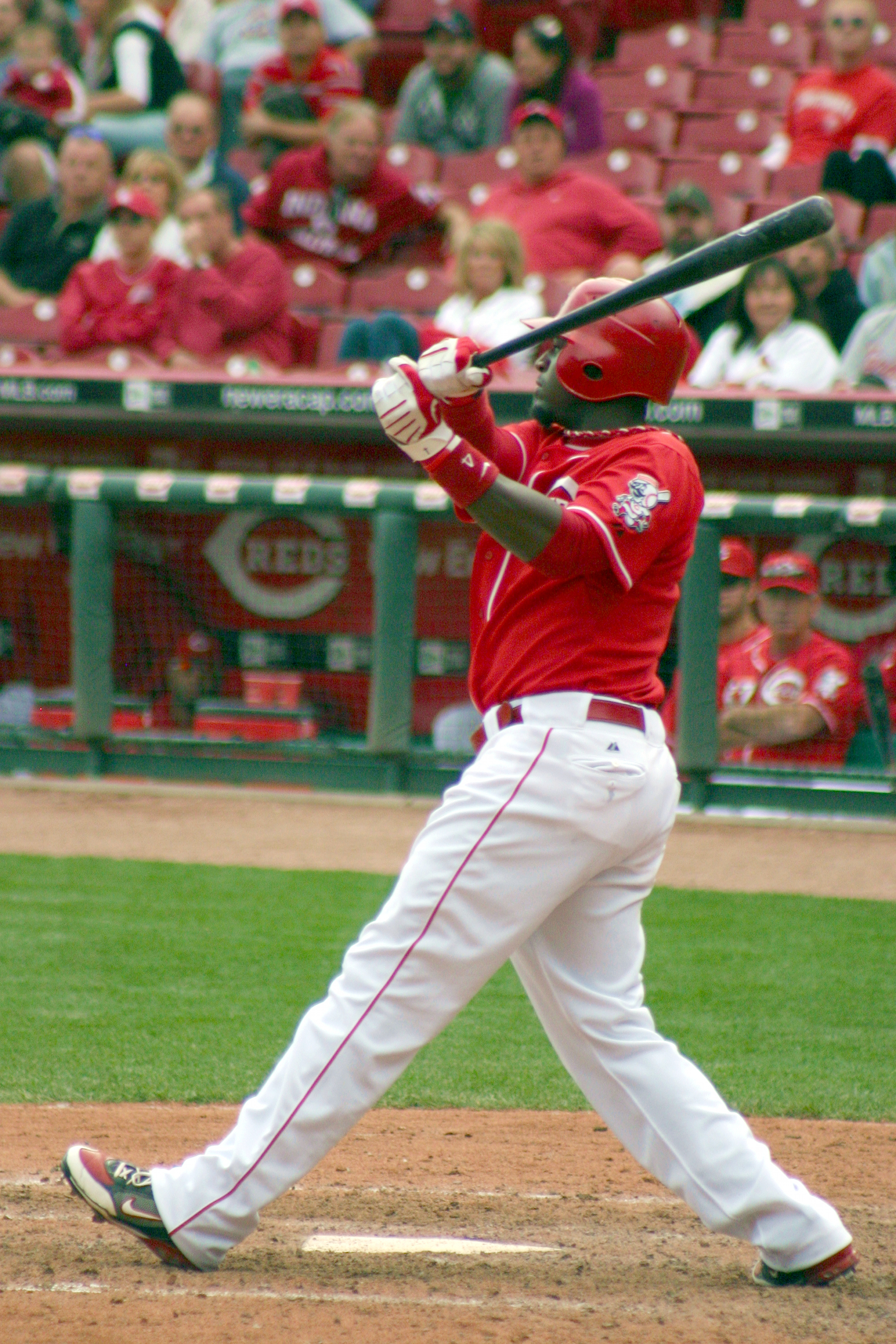
Phillips bateando para los Rojos en 2009.

En 2009 registró .276, con 30 dobles, 20 jonrones, 98 RBI y 25 bases robadas.
En 2010, Phillips fue invitado por primera vez al Juego de Estrellas. Finalizó la temporada con promedio de .275, 18 jonrones, 59 impulsadas y 16 bases robadas. Además ganó su segundo Guante de Oro.
En 2011, quedó en segundo lugar en la votación al Juego de Estrellas entre los segundas bases, detrás de Rickie Weeks. El 1 de noviembre se anunció como ganador de su tercer Guante de Oro, gracias a un porcentaje defensivo de .992, y al siguiente día fue galardonado con su primer Bate de Plata, luego de batear para promedio de .300, 183 hits, 38 dobles, dos triples, 18 jonrones y 82 impulsadas.
El 10 de abril de 2012, Phillips acordó un contrato de seis años y $72.5 millones con los Rojos. Registró promedio de .281, 18 jonrones y 77 impulsadas, y en la Serie Divisional ante los Gigantes de San Francisco bateó para un impresionante promedio de .375 a pesar de perder la serie.
En 2013, Phillips fue elegido como el segunda base titular de la Liga Nacional para el Juego de Estrellas. En 151 juegos, registró promedio de .261, 18 jonrones y 101 impulsadas, y además ganó su cuarto Guante de Oro.
En 2014, finalizó la temporada con promedio de 266, ocho jonrones y 56 impulsadas, números bajos en comparación a las temporadas anteriores, debido a una lesión en el pulgar que lo mantuvo en la lista de lesionados entre el 11 de julio y el 18 de agosto.
En 2015, Phillips bateó para promedio de .294 con 174 hits, 12 jonrones, 70 impulsadas y 23 bases robadas, y fue considerado como finalista para el Guante de Oro entre los segunda base de la Liga Nacional.

### Atlanta Braves
El 12 de febrero de 2017, Phillips fue transferido a los Bravos de Atlanta a cambio de los lanzadores Andrew McKirahan y Carlos Portuondo. El 30 de agosto de 2017, conectó un sencillo que impulsó a Ender Inciarte, representando su hit 2,000 en las mayores. En total, participó en 120 encuentros con los Bravos, registrando promedio de .291 con 11 jonrones y 52 impulsadas.

### Los Angeles Angels
El 31 de agosto de 2017, Phillips fue transferido a los Angelinos de Los Angeles a cambio del receptor Tony Sanchez.

## Vida personal
Phillips está casado con la luchadora profesional que trabaja en World Wrestling Entertainment, Jade Cargill. Ambos tienen una hija.